# Chatyn

Chatyn.

Chatyn (belarusiska/ryska: Хатынь) var en by i Belarus, 60 kilometer från huvudstaden Minsk. Den 22 mars 1943 blev byn utplånad av de tyska ockupanterna med hjälp av ukrainska och vitryska kollaboratörer ur 118:e Schutzmannschaft-bataljonen. Man påstod att byborna hade hjälpt partisanerna. Byborna brändes ihjäl levande och byn totalförstördes.
På morgonen den 22 mars gick nazisterna under befäl av SS-Oberführer Oskar Dirlewanger in i byn. Byborna visste inget om att en tysk bilkolonn samma morgon hade blivit överfallen av partisaner 6 kilometer från Chatyn och att en tysk officer, Hans Woellke, blivit dödad. Tyskarna bestämde sig för att ta ut sin hämnd på byborna. Hela bybefolkningen, inklusive barn och gamla, fördes ihop in i en lada i den lokala kolchosen. Alla som försökte fly sköts ihjäl med salvor från automatvapen. När byborna hade låsts in lade tyskarna ut halm runt ladan, hällde på bensin och tände på. Elden spred sig snabbt och snart var allt över. 149 personer, av vilka 75 var barn under 16 år, dog i Chatynmassakern.